# Játékfilm
A játékfilm olyan mozifilm vagy televíziós film, amelynek fő célja, hogy egy történetet elmesélve szórakoztasson vagy erős érzelmi reakciót váltson ki a nézőből. A dokumentumfilmmel ellentétben a játékfilm legtöbbször fiktív történetet mutat be jelenetekkel, karakterekkel, konfliktusokkal, dialógusokkal, fordulatokkal és képi narratívával – ezek segítenek a nézőnek megérteni a történetet. A játékfilm minden esetben előre megírt forgatókönyv alapján készül, amit a producer, a gyártó vagy a filmstúdió elvárásaihoz igazodva fejlesztenek. A folyamat végén a játékfilmet a végleges forgatókönyv (final draft) alapján forgatják le a filmrendező irányításával. 

## Története
A játékfilm műfajának gyökerei az első filmek korából alakultak ki, amikor a filmesek ráébredtek, hogy érdemes filmre vinni különféle kitalált történeteket is. A film ekkor lett a szórakoztatóipar egyik alapköve. Rengeteg játékfilmes műfaj keletkezett a 100 év során. Bár a játékfilm kifejezés egyetemes és világszerte készítenek játékfilmeket, a hollywoodi filmipar mégis az egyik legbefolyásosabb és legismertebb.

## Fő kategóriák

### Játékidők
- kisjátékfilm – legfeljebb 1 óra hosszúságú  vagy annál rövidebb fikciós film.
- nagyjátékfilm – legalább 70 perc hosszúságú fikciós film. A nagyjátékfilmek tipikus hossza 90-140 perc.

### Filmkészítési technikák
- natúr film – Valós térben készült élőszereplős film.
- animációs film – Animációs technikával készült film. (pl: rajzfilm, bábfilm, gyurmafilm, árnyfilm, kollázsfilm, festményfilm, szénpor- vagy homokfilm, trükkfilm, brickfilm, komputeranimációs film stb.)

## Játékfilmes műfajok (zsánerek)
Félelem
- thriller, pszichothriller – A félelmet váratlan vágásokkal, ijesztő jelenetekkel és idegfeszítő zenével felkeltő alkotás;
- horrorfilm, pszichohorror – A félelmet és irtózatot az eltúlzott fenyegetettség és erőszak, valamint borzalmas, véres jelenetek bemutatásával felkeltő alkotás.

Vágy
- romantikus film – hangsúlyos szerepet kapnak benne a pozitív érzelmek, pl. szerelem, szülői érzések, önfeláldozás stb., a történet végkicsengése pozitív;
- erotikus film – a szexuális vonzalmat és a csábítást a középpontba helyező, a testiséget feltáró alkotás;
- szexfilm – a szexuális aktust a maga egészében megjelenítő mű;
- pornófilm – a szexuális aktust a részleteiben is feltáró, és gyakran a perverzitásig eltúlzó alkotás;

Derű
- burleszk – erősen torzító, vaskos komikumra építő bohózatot bemutató alkotás;
- vígjáték, komédia – nevettető, szerencsésen végződő történetet bemutató alkotás;
- szatíra – (társadalmi) visszásságokat kigúnyoló alkotás (például politikai szatíra).

### Forma
- akciófilm – a cselekményt akciójeleneteken (üldözés, verekedés, fegyveres harc) keresztül kifejtő alkotás;
- háborús film – háborúban vagy háborús körülmények között játszódó, a hadi tevékenységet (is) bemutató történet;
- karatefilm – egy vagy több harcművészet képviselőit felvonultató, harci jelenetekkel tűzdelt alkotás;
- kosztümös film – általában a 20. század előtti időben játszódó, a szereplőket korabeli ruházatban felvonultató mű;
- western – a 19. század második felében, Észak-Amerikában játszódó történet;
- spagettiwestern – Olaszországban, ill. olasz származású színészekkel forgatott westernfilmek a 60-as években;

- kalandfilm – a karakterek nem mindennapi helyszíneken, szokatlan körülmények között szerzett különleges élményeit bemutató alkotás;
- mesefilm – példázatalapú, tréfás, tanulságos stb. témában kiskorúaknak (is) készülő alkotás;
- fantasy – meseszerű történet, amelyben a helyszín, a szereplők vagy a történések a racionalitáson átlép a fantázia világába;
- misztikus film – rejtélyes, természetfeletti erőkre utaló eseményeket egymásba szövő alkotás;
- sci-fi – jövőbeli, földönkívüli vagy más, ismeretlen eredetű tudományos-technikai fejlődésből fakadó ismeretek és technológiák használatán alapuló történet.

Zenés-táncos filmek
- musical – énekes-táncos betétekkel fűszerezett, általában vidám zenés történetet bemutató film;
- rockopera – általában történelmi eseményt vagy alakot könnyűzenei műben megformázó, táncos koreográfiával bemutatott alkotás;
- filmopera – zenekísérettel előadott énekes drámai művet bemutató alkotás.
- filmbalett – (klasszikus) szabályokhoz kötött színpadi táncművészettel cselekményt önálló színpadi művet bemutató alkotás.

Szereplői korosztály szerint
- gyerekfilm, gyermekfilm – leginkább gyermek korosztály számára készült szórakoztató alkotás;
- tinifilm, ifjúsági film – leginkább tizenéves, felnőtt-fiatal korosztály számára készülő szórakoztató alkotás;
- családi film – leginkább egy család részére, minden korosztály számára készült szórakoztató alkotás.

Alkotási szándék és terjesztés
- közönségfilm – széles közönség számára készülő kulturális termék, amely a producerek szándékai szerint potenciálisan nagy nézőszámot kell, hogy elérjen. Gyakran előre meghatározott célcsoportnak készül;
- művészfilm – sajátos nézőpontú,   szubjektív film, amely a befogadótól gyakran „filmes műveltséget” igényel. A szerzői film dramaturgiája gyakran nagyon eltér a közönségfilm struktúrájától, alkotási célját pedig a szerző / rendező alanyi önkifejezése vezérli.
- kultuszfilm – olyan alkotás, amely köré kisebb-nagyobb, de masszív, tartós nézői, rajongói bázis épült ki, ezáltal hosszabb időn át jelen van a köztudatban.

### Tartalmi műfajok
- katasztrófafilm – Nagyobb embercsoportot, illetve az emberi társadalom egy részét vagy akár egészét érintő természeti csapás vagy technikai katasztrófa fenyegetését, hatásait és lefolyását bemutató mű;
- történelmi film – Ismert történelmi személyek és/vagy valós történelmi események bemutatása a filmvásznon;
- életrajzi film – Egy vagy több egymással kapcsolatban álló személy életének egy összefüggő részét vagy egészét felelevenítő alkotás;
- megtörtént eset – Igaz történet feldolgozásának bemutatása filmvásznon.

Bűnügyi filmek
- krimi – Egy vagy több összefüggő bűncselekmény elkövetését és/vagy felderítését bemutató alkotás;
- bírósági film – A cselekményt egy (angolszász típusú) büntetőper folyamatán keresztül feltáró alkotás;
- gengszterfilm, maffiatörténet – Az amerikai szervezett bűnözés világában játszódó történet;
- politikai film – A korrupciót és a politikai élet vezetőit érintő érdekharcokat bemutató történet;
- kémfilm – A hírszerzés és a kémelhárítás világában játszódó történet;

Egyéb
- filmdráma
- filmeposz
- irodalmi adaptáció